# أوجين ستشويلير
يوجين بول لويس شويلر (20 مارس 1881 - 23 أغسطس 1957) كان صيدليًا ورجل أعمال فرنسيًا ومؤسس شركة لوريال ، الشركة الرائدة عالميًا في مجال مستحضرات التجميل.
بصفته كيميائيًا فرنسيًا شابًا من أصل أبوي ألزاسي ، تخرج شويلر في عام 1904 من معهد الكيمياء التطبيقية في باريس (الآن Chimie ParisTech ). طور شويلر تركيبة مبتكرة لتلوين الشعر في عام 1907، والتي أطلق عليها اسم أوريال . قام بصياغة التركيبة وتصنيع منتجاته الخاصة، وبيعها لمصففي الشعر الباريسيين. في عام 1909، سجل شركته، Société Française de Teintures Inoffensives pour Cheveux ، والتي أصبحت فيما بعد لوريال. ثم وضع للشركة التي ستصبح لوريال المبادئ التوجيهية منذ البداية: البحث والابتكار لصالح الجمال.

## دعم الفاشية
خلال أوائل القرن العشرين، قدم شويلر الدعم المالي وعقد اجتماعات لـ La Cagoule في المقر الرئيسي لشركة L'Oréal. كانت (لا كاجول) مجموعة فرنسية عنيفة ذات ميول فاشية ومعادية للسامية ومعادية للشيوعية ، وشكل زعيمها حزبًا سياسيًا وهو الحركة الاجتماعية الثورية (MSR، الحركة الثورية الاجتماعية) التي دعمت في فرنسا المحتلة تعاون فيشي مع الغزاة من ألمانيا النازية . 
قامت لوريال بتعيين العديد من أعضاء المجموعة كمديرين تنفيذيين بعد الحرب العالمية الثانية، مثل جاك كوريز ، الذي شغل منصب الرئيس التنفيذي للعملية في الولايات المتحدة. وقد بحث في هذا التورط مايكل بار زوهار على نطاق واسع في كتابه " الرائحة المرة" . 

## عائلة
ابنة شويلر، ليليان بيتنكور ، كانت أرملة أندريه بيتنكور وأنجبت منه ابنة واحدة، فرانسواز بيتنكور مايرز ، رئيسة مجلس إدارة لوريال ووفقًا لمؤشر بلومبرج للمليارديرات فهي أغنى امرأة في العالم والمرتبة 12 في قائمة أغنى شخص في العالم. العالم، بثروة صافية قدرها 94.9 مليار دولار أمريكي اعتبارًا من يناير 2022. فرانسواز مايرز متزوجة من جان بيير مايرز، الذي قُتل جده في أوشفيتز ، وهو معسكر اعتقال نازي.  وفي عام 2017، كانت ليليان بيتنكور أغنى امرأة في العالم، حيث تقدر ممتلكاتها بنحو 39.5 مليار دولار أمريكي. 

## إرث
المكتب الرئيسي لشركة لوريال في كليشي، أوت دو سين يدعى مركز يوجين شويلر . 

## روابط خارجية
- الموقع الرسمي لشركة لوريال
- مقال فوربس عن لوريال
- Forbes article on Liliane Bettencourt على موقع واي باك مشين (نسخة محفوظة June 3, 2011)
- مراجعة كتاب الرائحة المرة